# تاج السر الحسن
الدكتور تاج السر الحسن الحسين (1935 - 2013) شاعر وناقد ومفكر ولد في الجزيرة أرتولي - الإقليم الشمالي.

## الدراسة
أنهى دراسته الابتدائية في النهود - كردفان 1946، والقسم الابتدائي بمعهد النهود الديني 1950، وبعد أن أتم دراسته الثانوية التحق بكلية اللغة العربية بالأزهر وتخرج فيها 1960، ثم سافر إلى موسكو والتحق بمعهد ماكسيم غوركي للأدب 1962، وتخرج فيه 1966 ثم حصل على الدكتوراه 1970.

## المناصب والأعمال
اشتغل بالتدريس في معهد موسكو الحكومي للعلاقات الدولية 1967- 1973. أثناء وجوده في القاهرة وموسكو صدرت له مجموعات شعرية، واشترك في الندوات الأدبية والشعرية وفي البرامج الإذاعية والتلفزيونية، كما أسهم بالكتابة في الصحف السودانية والمصرية والعربية. كما عمل بالتدريس في جامعة عدن في السبعينات من القرن الماضي كما عمل بها أيضا صديقه الشاعر السوداني الكبير جيلي عبدالرحمن وكانا من قبل قد نشرا معا ديوان «قصائد من السودان» عام 1956م

## دواوينه الشعرية
- قصائد من السودان، بالاشتراك مع جيلي عبد الرحمن، دار الفكر بالقاهرة، 1956م
- القلب الأخضر، دار الجيل بيروت، 1968م
- قصيدتان لفلسطين، دار الجيل، 1991م
- النخلة تسأل أين الناس، 1992م
- الآتون والنبع، 1992م
- الشعر في زمن القهر، دار مروي السودانية.

## مؤلفاته
بين الأدب والسياسة- قضايا جمالية وإنسانية- الابتداعية في الشعر العربي الحديث، بالإضافة إلى نشره العديد من الترجمات من الروسية إلى العربية.
تناول شعره بالدراسة دارسون عرب وأجانب منهم محمد النويهي في كتابه «الاتجاهات الشعرية في السودان»، ومحمد مصطفى هدارة قي كتابه «تيارات الشعر العربي في السودان»، كما كان موضوع دراسات للماجستير والدكتوراه.
تاج السر الحسن من أسرة بها العديد من الشعرا فأخوه الحسين الحسن محمد شاعر مجيد وقد تغنى له عبد الكريم الكابلي قصيدة اني اعتذر.

## وفاته
توفى الشاعر تاج السر الحسن ودفن في مقابر البنداري بالحاج يوسف، في أطراف العاصمة السودانية الخرطوم يوم 14 مايو2013 